# Декларација о независности Косова
Декларација о независности Косова усвојена је на скупу у сали Скупштине Косова која је одржана 17. фебруара 2008. Тиме је Република Косово једнострано прогласила независност од Србије, противно Уставу Србије и Резолуцији Савета безбедности УН 1244. Декларацију је подржало 109 од 120 посланика Скупштине Косова, укључујући премијера Косова Хашима Тачија и председника Косова Фатмира Сејдијуа (који нису посланици). Друга је декларација о независности коју су донели косовско-метохијски Албанци — прва је проглашена 7. септембра 1990.
Законитост Декларације је спорна. У октобру 2008. Србија је затражила саветодавно мишљење Међународног суда правде (МСП), који је утврдио да Декларација није прекршила опште међународно право, јер се група грађана која је прогласила независност представила као „демократски одабране вође наших људи”, а не као Скупштина, односно привремене институције самоуправе. МСП је тада вештом игром речи отворено избегао да одговори на постављено питање, тако што је свој одговор ограничио само на правну оцену документа под називом „Декларација о независности”, уместо да пружи правну оцену да ли је чин једностраног проглашења независности Косова био у складу с међународним правом. Међутим, Декларација крши осми члан Устава Србије, те је тиме незаконит по уставном праву Србије.
Генерална скупштина Уједињених нација усвојила је заједничку Резолуцију Србије и Европске уније (ЕУ) којом се позива на дијалог Београда и Приштине уз посредовање ЕУ како би се „подстакла сарадња, постигао напредак на путу ка Европској унији и побољшали животи свих народа.” Дејан Павићевић је званични представник Владе Републике Србије у Приштини, а Јетиш Јашари Владе Републике Косово у Београду.

## Историја

### Позадина
Године 1945. Косово и Метохија заузима положај сличан данашњем као Аутономна Косовско-Метохијска Област, у оквиру Демократске Федеративне Југославије, као аутономна област у саставу Федералне Државе Србије. Данашње границе добија у периоду 1959—1963. проширењем на северу, када су јој придодати делови општине Рашка, тј. општине Лепосавић, Лешак и Зубин Поток. Године 1968. постала је Аутономна Покрајина Косово и Метохија, а 1969. Социјалистичка Аутономна Покрајина Косово, док су Уставом из 1974. аутономне покрајине Социјалистичке Републике Србије добиле своја државна и партијска Председништва, те се њихова територија није могла мењати без одлуке покрајинске Скупштине, а покрајинске власти имале су чак право вета на одлуке власти у Србији. Повећање етничких тензија у целој Југославији крајем 1980-их усред пораста национализма међу њеним народима на крају је довело до децентрализоване државе. Председник Србије Слободан Милошевић је због тога одлучио да укине раније додељене привилегије републикама и аутономним покрајинама у склопу Југославије, те је Косову враћен претходни назив — Аутономна Покрајина Косово и Метохија. Овај потез је изазвао критике од стране руководства других република у саставу Југославије, али није постојао виши орган који би га поништио. Због овога је Скупштина САП Косова 2. јула 1990. године изгласала декларацију о независности Косова, што је признала само суседна Албанија. Након масовних протеста против косметских Албанаца, уведено је ванредно стање и оштра безбедносна правила. Албанци су за то време успоставили „паралелну државу” за пружање образовних и социјалних услуга док су бојкотовали или били искључени из званичних институција Југославије.
Косово и Метохија су углавном остали мирни током почетних ратова у Југославији. Године 1996. терористичка организација Ослободилачка војска Косова (ОВК) почела је да напада савезне снаге безбедности, а тиме су и почели немири на Космету. Сукоб је ескалирао све док подручје није било на ивици свеопштег рата до краја 1998. године. У јануару 1999. НАТО је поставио ултиматум да ће војно интервенисати против Југославије ако не пристане на увођење међународних снага и успостављање локалне власти на Косову и Метохији. Преговори су пропали, а НАТО је од 24. марта до 11. јуна 1999. спровео агресију над СР Југославијом, чиме се укључио у претходно започет рат на Косову и Метохији. Рат је завршен 10. јуна 1999. потписивањем Војно-техничког споразума у Куманову, након чега је усвојена Резолуција Савета безбедности ОУН 1244 чиме су повучене повукао све безбедносне снаге Југославије са Косова и Метохије, те покретањем Привремене административне мисије ОУН на Косову (УНМИК).

### УНМИК
Оружане међународне мировне снаге КФОР под вођством НАТО-а ушле су на Косово и Метохију након рата, са задатком да обезбеде безбедност УНМИК-а. Пре и током примопредаје власти, неколико стотина хиљада Срба и других неалбанаца побегло је са Космета због страха од одмазде. Албански екстремисти су у то време вршили терор над скоро свим неалбанским становништцом јер су сматрали да су помагали снагама Југославије током рата. Многи су отишли заједно са снагама безбедности које су се повлачиле, изражавајући бојазан да ће бити на мети повратника албанских избеглица и ОВК терориста који су их кривили за рат. На хиљаде других је протерано застрашивањем, нападима и таласом злочина после рата.
Велики број избеглица са Косова и Метохије и даље живи у привременим камповима и склоништима у централној Србији. СР Југославија је 2002. године пријавила да 277.000 интерно расељених лица (огромну већину чине Срби и Роми са Космета), укључујући 201.641 лице расељених са Космета у централној Србији, 29.451 расељених са Космета у Црној Гори и око 46.000 расељених унутар самог Космета, као и 16.000 повратника избеглица које нису у могућности да се врате у своје домове. Највећи број етничких Срба на Косову и Метохија живи на северу покрајине изнад реке Ибар, али се процењује да око две трећине (75.000) српског становништва на Космету и даље живи на југу покрајине где већину чине Албанци.
У марту 2004. дошло је до озбиљног међуетничког сукоба између косметских Албанаца и Срба који је довео до 27 смртних случајева и уништења српске имовине. Немире су подстакли обмањујући извештаји у медијима косметских Албанаца који су лажно тврдили да су се три албанска дечака удавила након што их је група Срба напала на реци Ибар. Мировне снаге УНМИК-а и трупе КФОР-а нису успеле да обуздају нападе Албанаца на Србе. Ово је била једна од највећих серија етничког чишћења српског и другог неалбанског становништва са Косова и Метохије, те је у Србији добио назив „мартовски погром”.
Међународни преговори за утврђивање коначног статуса Косова и Метохије почели су 2006. године, како је предвиђено Резолуцијом 1244 Савета безбедности УН којом је окончан сукоб рат на Космету из 1999. Њоме је признат суверенитет Србије над Косовом и Метохијом. Већинско албанско становништво покрајине тражило је независност.

### Декларација
Декларација из 2008. уследила је након низа неуспешних преговора о усвајању Ахтисаријевог плана, који су пропали у јесен 2007. године. План, који је припремио специјални изасланик УН и бивши председник Финске Марти Ахтисари, предвидео је неку врсту независности Косова, без експлицитне употребе речи „независност”. Према плану, Космет би добио самоуправу под надзором Европске уније и био би у обавези да изричито штити права мањина путем Устава и представничке владе. Добио би сопствене националне симболе као што су застава и грб, те би био у обавези да изврши демаркацију границе са Републиком Македонијом. Албански преговарачи су подржали Ахтисаријев план у суштини у целини, а добио је подршку Европске уније и САД. Међутим, Србија и Русија су га одбациле, након чега није постигнут никакав напредак под окриљем Уједињених нација. Суочени са недостатком напретка у преговорима, Албанци су одлучили да једнострано прогласе независност Републике Косово. Декларација је изазвала помешане реакције на међународном и унутрашњем плану.
После 13 година међународног надзора, косовске власти су 10. септембра 2012. формално добиле потпуну ненадзирану контролу (без севера Косова и Метохије) када су западне силе прекинуле свој надзор. Међународна група (сачињена од држава које су признале независност Косова) је, на свом завршном састанку са властима у Приштини, изјавила да је Антисхаријев план у великој мери спроведен. Међутим, УНМИК и Резолуција 1244 остају на снази све док се не пронађе решење које би прихватиле обе стране.